# جاي جاي بارنز
جاي جاي بارنز (بالإنجليزية: J. J. Barnes)‏ هو كاتب أغاني أمريكي، ولد في 30 نوفمبر 1943 في ديترويت في الولايات المتحدة.

## وصلات خارجية
- جاي جاي بارنز على موقع ميوزك برينز (الإنجليزية)
- جاي جاي بارنز على موقع ميوزك برينز (الإنجليزية)
- جاي جاي بارنز على موقع ديسكوغز (الإنجليزية)